# Ledomyia parva
Ledomyia parva är en tvåvingeart som beskrevs av Gagne 1985. Ledomyia parva ingår i släktet Ledomyia och familjen gallmyggor.
Artens utbredningsområde är Ohio. Inga underarter finns listade i Catalogue of Life.